# Viola Feichtner
Viola Feichtner (Hall, 11 november 1998) is een Oostenrijks langebaanschaatsster. 
Feichtner schaatst sinds 2005 bij de Union Speed Skating Club Innsbruck en was als juniore ook actief in inlineskating. Haar wereldbekerdebuut maakte ze in december 2015 in Inzell. In 2016 en 2017 werd zij nationaal kampioene allround.

## Persoonlijke records[2]
| Afstand    | Tijd    | Datum            | Baan       |
| ---------- | ------- | ---------------- | ---------- |
| 500 meter  | 42,90   | 9 januari 2016   | Inzell     |
| 1000 meter | 1.24,40 | 20 oktober 2017  | Inzell     |
| 1500 meter | 2.06,83 | 27 november 2016 | Minsk      |
| 3000 meter | 4.19,31 | 1 december 2017  | Calgary    |
| 5000 meter | 7.33,27 | 11 december 2016 | Heerenveen |

## Resultaten
| Jaar | EK Allround           | WK Junioren                        |
| ---- | --------------------- | ---------------------------------- |
| 2014 |                       | 43e 1500m 26e 3000m                |
| 2015 |                       | 30e 1500m 16e 3000m 17e massastart |
| 2016 |                       | 26e 1500m 10e 3000m 11e massastart |
| 2017 | NS3 (19e, 17e, NS, -) | 23e 1500m 6e 3000m 17e massastart  |
| 2018 |                       | 13e 3000m                          |

(#, #, #, #) = afstandspositie op allroundtoernooi (500m, 3000m, 1500m, 5000m).
NS=niet gestart op een bepaalde afstand